# Decreto Ley 4161 de 1956
El Decreto Ley 4161 fue un decreto ley sancionado por el general Pedro Eugenio Aramburu, presidente de facto, junto al vicepresidente y todos los ministros de la dictadura autodenominada Revolución Libertadora, que gobernaba la República Argentina el 5 de marzo de 1956, mediante el cual se prohibía pronunciar los nombres de Juan Domingo Perón y Eva Duarte de Perón, así como cualquier mención referida a la ideología peronista o que propagandizara al peronismo. Formó parte de la política llamada de "desperonización" de la población argentina.
El decreto en cuestión estuvo vigente desde marzo de 1956 hasta el 18 de noviembre de 1964 (con excepción del período de la presidencia de Arturo Frondizi).

## Contexto
La República Argentina se encontraba gobernada por una dictadura militar autodenominada "Revolución Libertadora", que había alcanzado el poder tras un golpe de Estado ejecutado el 16 de septiembre de 1955, contra el gobierno constitucional de Juan Domingo Perón.
El poder ejecutivo estaba ocupado por el general Pedro Eugenio Aramburu como presidente y el contralmirante Isaac Francisco Rojas como vicepresidente.

## Contenido
El decreto constaba de cinco artículos, en donde establecía las restricciones vigentes, su ámbito de aplicación, las sanciones que correspondieran a sus infractores y finalmente, los suscriptores.

### Artículo 1º
Prohibía expresamente "La utilización de imágenes, símbolos, signos, expresiones significativas, doctrinas, artículos y obras artísticas, (...) que sean (...)representativas del peronismo", e incluía una lista de vocablos proscritos, tales como "peronismo", "peronista", "justicialismo", "justicialista", "tercera posición", la Marcha peronista y los discursos del presidente Juan Domingo Perón y de Eva Perón, así como "el nombre propio del presidente depuesto", "o el de sus parientes".

### Artículo 2º
Declaraba que estas disposiciones eran de orden público, impidiendo la alegación de derechos adquiridos para resistirla.

### Artículo 3º
Se establecía una pena de prisión de treinta días a seis años para los infractores. Adicionalmente las personas culpables debían pagar una multa y quedaban inhabilitadas para desempeñar cargos públicos, sindicales o en partidos políticos. Si se trataba de una empresa comercial, en la primera ocasión era clausurada quince días y si infringía el decreto por segunda vez era clausurada permanentemente. Si se trataba de personas jurídicas (partidos políticos, sindicatos, sociedades comerciales, etc.) se podía imponer también la pena de disolución de la misma. Las sanciones no podían ser de cumplimiento condicional, y tampoco las penas eran excarcelables.

### Artículo 4º
Indicaba que el vicepresidente de facto y los Ministros de Estado refrendarían el decreto.

### Artículo 5º
Ordenaba la comunicación del documento y su posterior archivo, exhibiendo las firmas de Pedro Aramburu, Isaac Rojas, Álvaro Alsogaray, Eduardo Busso y Luis B. Cerruti Costa, entre otros funcionarios gubernamentales.

## Derogación
El Decreto/Ley 4161 fue derogado por la Ley Nº 16.648, sancionada por el Congreso Nacional el 30 de octubre de 1964 y promulgada por el presidente Arturo Illia el 18 de noviembre de 1964.